# Żleb Hińczowej Przełęczy

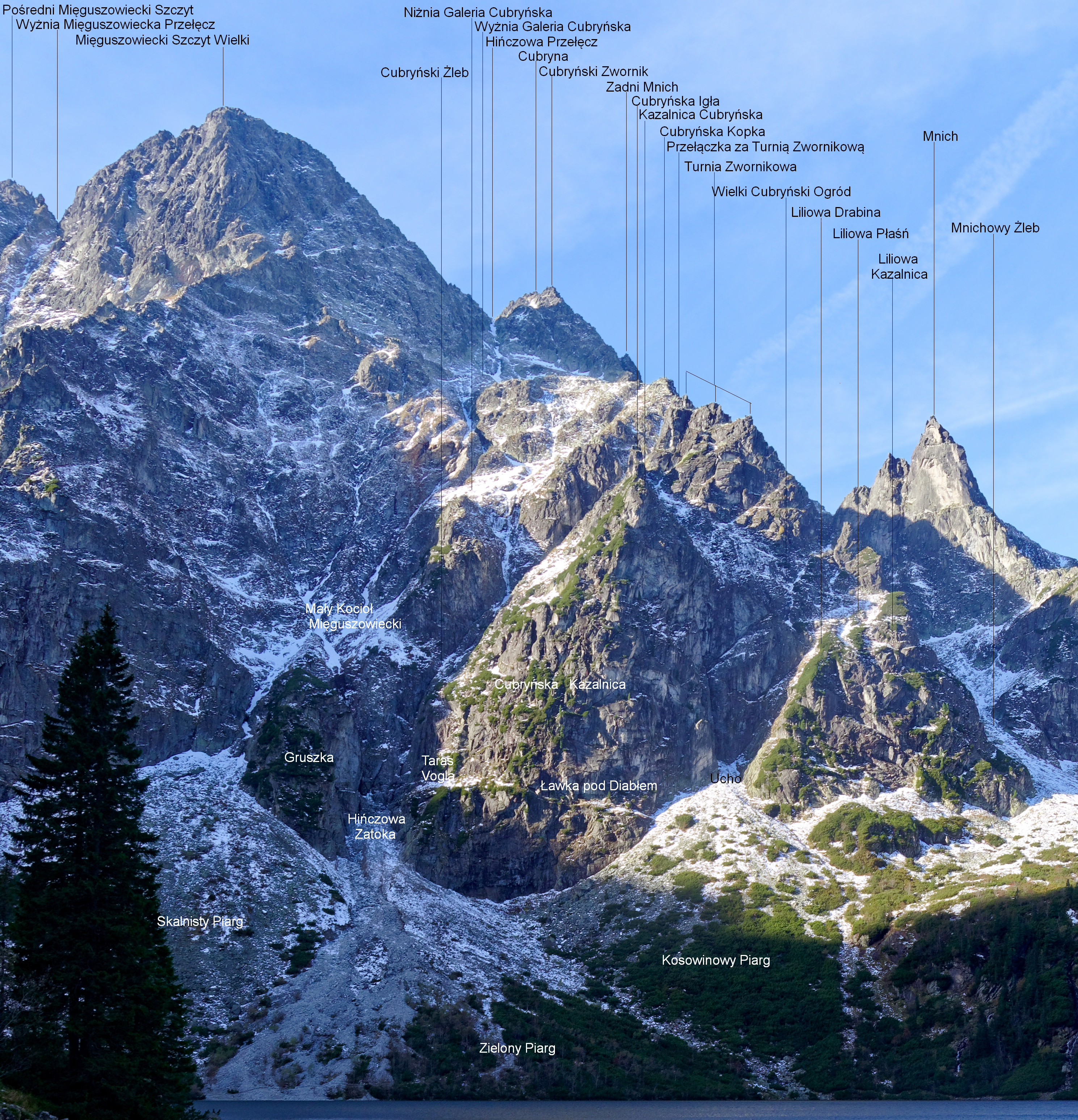
Żleb Hińczowej po prawej stronie nad napisem Mały Kocioł Mięguszowiecki

Żleb Hińczowej Przełęczy, Żleb Hińczowej – żleb na północnych stokach Mięguszowieckiego Szczytu w polskich Tatrach Wysokich. Wcina się w grzędę tworzącą prawe (patrząc od dołu) ograniczenie Małego Bańdziocha. W kolejności od góry w dół w grzędzie tej są trzy wklęsłe formacje skalne; Żleb Hińczowej, Komin Krygowskiego i bezimienny żlebek. Najwyżej położony Żleb Hińczowej Żleb Hińczowej tworzy podstawę północnej ściany Mięguszowieckiego Szczytu. Jego dolna część przecina głębokim korytem środek Małego Bańdziocha i kończy się na jego progu. Z prawej strony uchodzą do niego dwa koryta pozostałych wklęsłych formacji skalnych.